# سوفل گراهام استیل
سوفل گراهام استیل (انگلیسی: Graham Steell murmur) نوعی سوفل قلبی است که معمولاً با نارسایی دریچهٔ شریان ریوی همراه است. سوفل گراهام استیل، یک سوفل دیاستولی زودهنگام با صدای بلند است که به بهترین شکل در لبه جناغی سمت چپ در فضای بین‌دنده‌ای دوم با دم کامل بیمار شنیده می‌شود و نخستین بار در سال ۱۸۸۸ توصیف شد.
سوفل گراهام استیل به دلیل برگشت جریان خون با سرعت بالا در دریچه ریوی شنیده می‌شود و معمولاً نتیجه پرفشاری ریوی ثانویه به تنگی دریچه میترال است. سوفل گراهام استیل اغلب در بیماران مبتلا به بیماری قلبی ریوی مزمن ثانویه به بیماری مزمن انسدادی ریه شنیده می‌شود.
در موارد انسداد دریچهٔ میترال، گهگاه سوفل در ناحیه دریچۀ ریوی و زیر این ناحیه به فاصله یک یا دو اینچ در امتداد مرز سمت چپ جناغ شنیده می‌شود. همچنین به ندرت در پایین‌ترین قسمت خود استخوان، سوفل دیاستولی ملایم بلافاصله پس از جزء P2 شنیده می‌شود.
این سوفل قلبی نامش را از پزشک متخصص قلب و عروق اسکاتلندی گراهام استیل می‌گیرد.